# Markus Tschank
Markus Tschank (* 6. Jänner 1979 in Wien) ist ein österreichischer Rechtsanwalt und Politiker der Freiheitlichen Partei Österreichs (FPÖ). Er war von 2017 bis 2019 und ist erneut seit Oktober 2024 Abgeordneter zum österreichischen Nationalrat.

## Ausbildung
Markus Tschank studierte zwischen 1998 und 2003 Rechtswissenschaften an der Universität Wien (Mag. iur.) mit Aufenthalt 2002/03 an der Université Paris 2 Panthéon Assas in Paris. Von 2004 bis 2006 studierte Tschank an der Wirtschaftshochschule Ecole superieure de commerce de Paris (Master in European Business, MEB). Anschließend schrieb er von 2007 bis 2009 an der Universität Wien seine Dissertation (Die Europäische Gemeinschaft und ihre Gesetzgebungskompetenzen auf dem Gebiet des Gesellschaftsrechtes) im Studienfach Rechtswissenschaften (Dr. iur). Die Dissertation wurde im Jahr 2009 mit dem Walther-Kastner-Preis des Verbandes Banken und Bankiers für hervorragende wissenschaftliche Arbeiten ausgezeichnet.

## Beruf
Zwischen 2005 und 2011 arbeitete Tschank in verschiedenen Rechtsanwaltskanzleien. Im Jahr 2011 legte er seine Rechtsanwaltsprüfung ab. Seit 2012 ist er selbständiger Rechtsanwalt. Er arbeitete in dieser Funktion immer wieder auch für die FPÖ. Seine juristische Spezialisierung liegt im Gesellschafts-, Immobilien- und Wirtschaftsrecht. Daneben hatte er Aufsichtsratsfunktionen bei Unternehmen im Bereich der erneuerbaren Energien inne. Von Juli 2016 bis April 2019 war er Aufsichtsrat bei der BELIG Beteiligungs- und Liegenschafts GmbH, einem Tochterunternehmen der Burgenländischen Landesholding.

## Politik
Politisch engagierte sich Markus Tschank schon früh im Ring Freiheitlicher Jugend und wurde 2003 zu dessen stellvertretenden Bundesobmann gewählt.
Seit 2017 ist er FPÖ-Bezirksparteiobmann der Inneren Stadt.
Im November 2017 wurde Tschank erstmals als Abgeordneter zum österreichischen Nationalrat angelobt. Nach der Nationalratswahl 2019 schied er aus dem Nationalrat aus, da die FPÖ in Wien gegenüber der Wahl 2017 deutlich an Stimmen verlor. Das 2016 von Markus Tschank gegründete „Institut für Sicherheitspolitik“ (ISP) war einer jener 13 parteinahen Vereine, die 2020 von der Wirtschafts- und Korruptionsstaatsanwaltschaft (WKStA) infolge der Ibiza-Affäre überprüft wurden. Unregelmäßigkeiten konnten ihm aber nicht nachgewiesen werden; das Verfahren wurde im September 2020 eingestellt. Bei der Nationalratswahl 2024 trat er wieder an und erhielt erneut ein Mandat.
In die Öffentlichkeit gelangte eine Diskussion, die er einen Tag nach dem Koalitionsangebot der FPÖ an die ÖVP im Jänner 2025 in Simmering vor FPÖ-Anhängern mit Harald Stefan führte. Darin sprach vor allem Harald Stefan über Bedingungen für eine Regierung mit der ÖVP, äußerte sich kritisch über die österreichische Flüchtlingspolitik und bezeichneten einen EU-Austritt Österreichs als „keine echte Option“. Das Gespräch wurde verdeckt von französischen Journalisten aufgenommen und in Frankreich im Fernsehen ausgestrahlt. Aufgrund seiner Aussagen eröffnete die Staatsanwaltschaft Wien ein Ermittlungsverfahren gegen Harald Stefan.